# Villa Barbarigo (Galzignano Terme)
Villa Barbarigo Pizzoni Ardemani, conosciuta semplicemente come Villa Barbarigo, è una villa veneta seicentesca situata nel comune di Galzignano Terme, precisamente nella frazione di Valsanzibio. L'intero complesso, voluto da Francesco Zuane Barbarigo, fu costruito per ringraziare Dio della grazia ricevuta. La villa simboleggia la rinascita e rappresenta un percorso salvifico e di purificazione, scandito da fontane e sculture, per sottolineare che la vita è bella, nonostante le mille difficoltà.

## Storia
Le notizie più antiche riguardanti il sito su cui sorge la villa risalgono alla metà del Quattrocento, quando il padovano Giacomo Scrovegni vendette al veneziano Ludovico Contarini di San Paternian una gastaldia esistente in loco.
In effetti, in una mappa del 1570 è rappresentata una corte fortificata, di proprietà di Pietro Contarini. Già da alcuni decenni, a questa corte era annesso un giardino, citato nel 1539 dall'astronomo Alessandro Piccolomini come "locus amoenus". Nello stesso periodo, si ha notizia anche di una peschiera.
Nel 1588, i Contarini cedettero il complesso a Piero Michiel e Nicolò Ferro; fu quest'ultimo ad avviare lo sviluppo della villa. Alla sua morte, nel 1619, il complesso venne ereditato dalle famiglie Barbarigo e Michiel Barbarigo.
Dopo la morte prematura di Francesco Zuane Barbarigo, i lavori alla villa si protrassero per sette anni fino al 1669, grazie all'impegno del figlio Antonio Barbarigo, procuratore veneziano, e del primogenito Gregorio, che in seguito diventò San Gregorio Barbarigo. Il progetto fu realizzato dall'architetto e fontaniere pontificio Luigi Bernini.
La costruzione dell'asse est-ovest del giardino attuale risale agli anni 1619-1623, mentre l'asse nord-sud fu realizzato nel 1664-1665.
La villa, di struttura semplice, era un tempo raggiungibile anche da Venezia attraverso canali, tramite la Valle di Sant'Eusebio, da cui la località prende il nome.
La casata si estinse dopo sei generazioni con la morte di Contarina Barbarigo nel 1804, la quale nominò suo erede il cugino Marco Antonio Michiel. Successivamente, nel 1835, la tenuta passò ai conti Martinengo da Barco, seguiti dai conti Donà delle Rose. Infine, nel 1929, i nobili Pizzoni Ardemani divennero proprietari dell'intera tenuta, che è stata nelle loro mani per tre generazioni. Nel 2013 è deceduto all'età di 91 anni Fabio Pizzoni Ardemani.

## Giardino
Il giardino ospita oltre settanta statue con motti didascalici incisi sui basamenti. Diciotto di queste furono realizzate da Enrico Merengo e dalla sua bottega; tra le più note si ricordano le personificazioni del Tempo, Endimione, Argo, Tifeo e Polifemo. Il parco è attraversato da sentieri che conducono a sedici fontane, tra cui quelle dei Fiumi, di Eolo e dei Venti. Sono presenti anche un labirinto di bosso, laghetti, peschiere, ruscelli e giochi d'acqua, oltre alla galleria dei carpini e piccole costruzioni. Una di queste è la Grotta dell'Eremita.
Ci sono circa 120.000 piante, tra cui diverse specie arboree piuttosto rare. In particolare, si contano 24 varietà di conifere, 16 di alberi a foglia perenne, 24 di alberi a foglia caduca e vari tipi di arbusti.

### Descrizione
L'itinerario, che simboleggia il cammino dell'uomo verso la Salvezza come in un percorso iniziatico neoplatonico, ha inizio dal monumentale ingresso, un'elegante costruzione decorata con pregevoli bassorilievi e statue, tra cui spicca quella di Diana, o Luna, la dea della natura e degli animali selvaggi, associata a mutamenti e prodigi.
Il percorso prosegue entrando nel giardino, fino a raggiungere l'arco di Sileno. Da qui, costeggiando la peschiera nota come "Bagno di Diana", la Fontana dell'Iride e la Peschiera dei Venti, si giunge al labirinto geometrico, che fa riferimento a un episodio legato alla vita di san Gregorio Barbarigo. Questo labirinto in bosso, con un percorso di 1500 metri, rappresenta uno dei più estesi labirinti dell'epoca attualmente esistenti.
In prossimità della Fontana della Pila, il cammino prosegue imboccando a destra il Gran Viale, affiancato dall'Isola dei Conigli, una delle rare garenne ancora esistenti. Essa rappresenta l'immanenza e la condizione caratteristica degli esseri viventi racchiusi entro i confini spaziali e temporali. Giustapposta all'isola e al di là del Gran Viale si trova una maestosa statua raffigurante il Tempo (Kronos), che ha interrotto il suo volo attraverso lo spazio: questo simboleggia la trascendente condizione dello spirito umano.

Procedendo tra statue e fontane che delimitano simbolicamente Isola e Tempo, si giunge alla scalinata delle Lonze, evocativa dei versi dell'Inferno dantesco, contrassegnata da un sonetto che illustra i significati del giardino su diversi livelli. Si arriva così alla meta finale del percorso simbolico: la Fontana della Rivelazione, sormontata dalle otto allegorie delle prerogative del giardino stesso e del suo signore. Infine, il giardino si unisce, in un ideale "continuum naturale", al Monte Gallo, attraverso un suggestivo filare di cipressi.

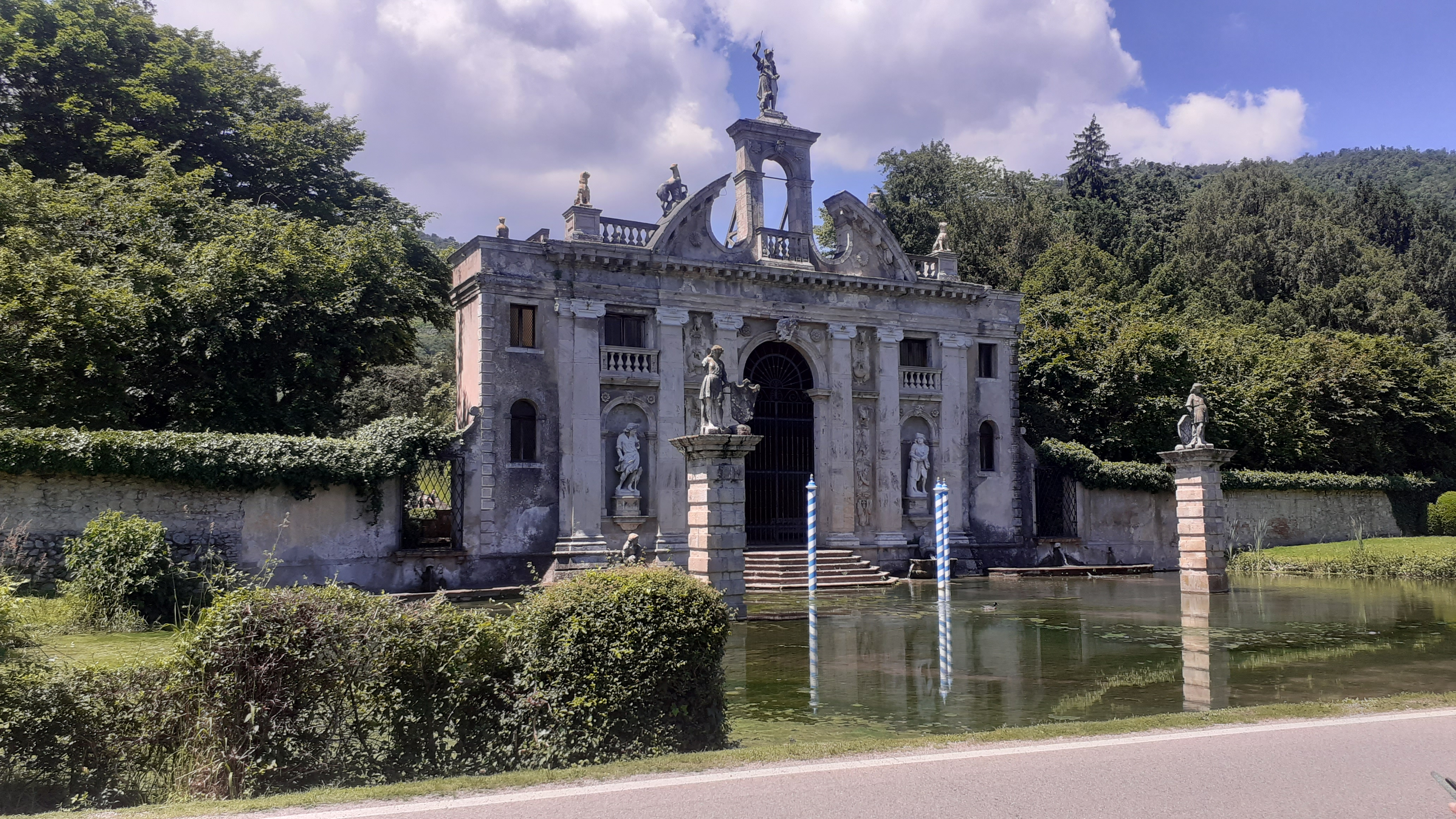
Il portale di Diana
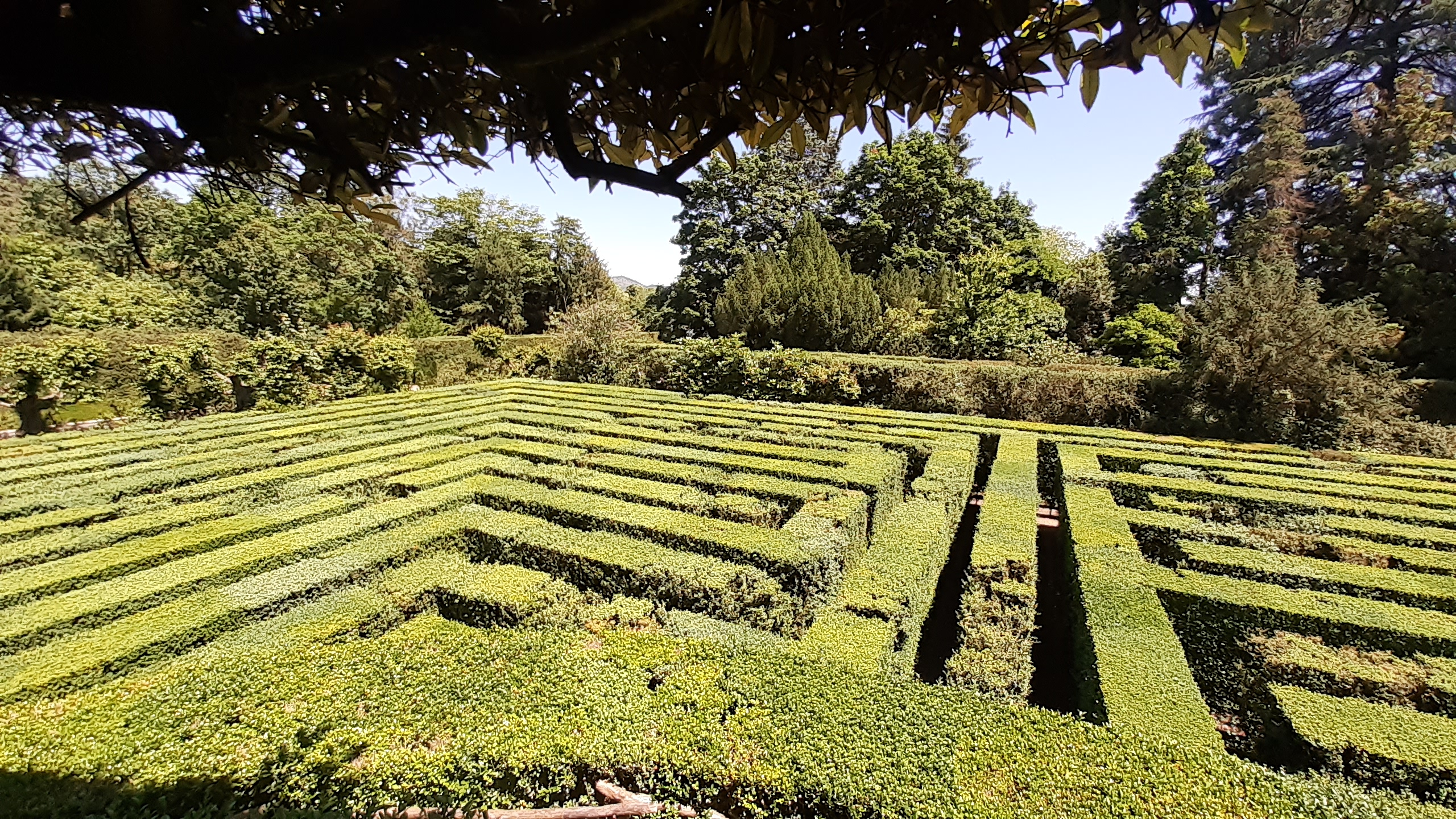
Il labirinto in bosso
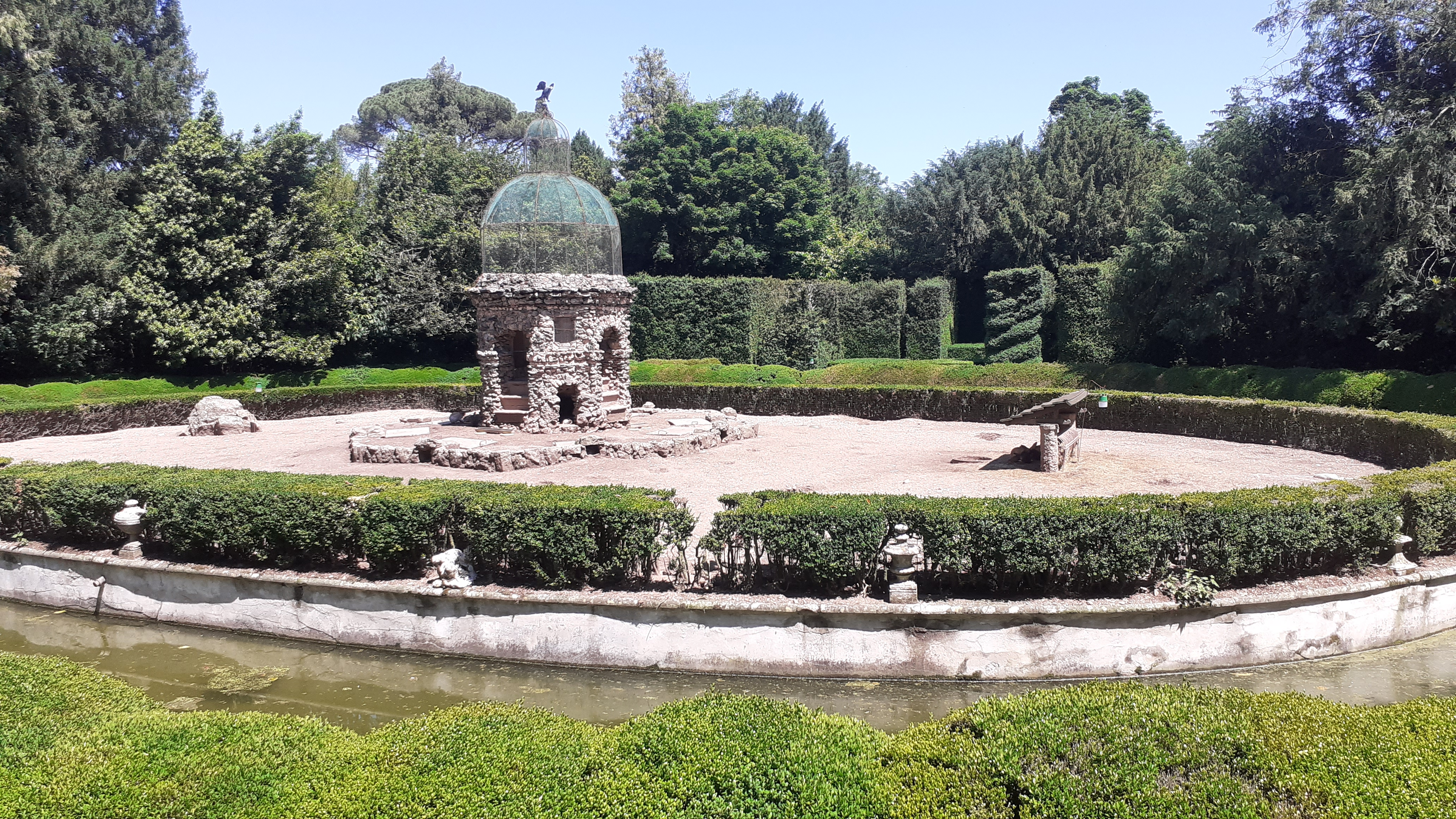
L'isola dei Conigli
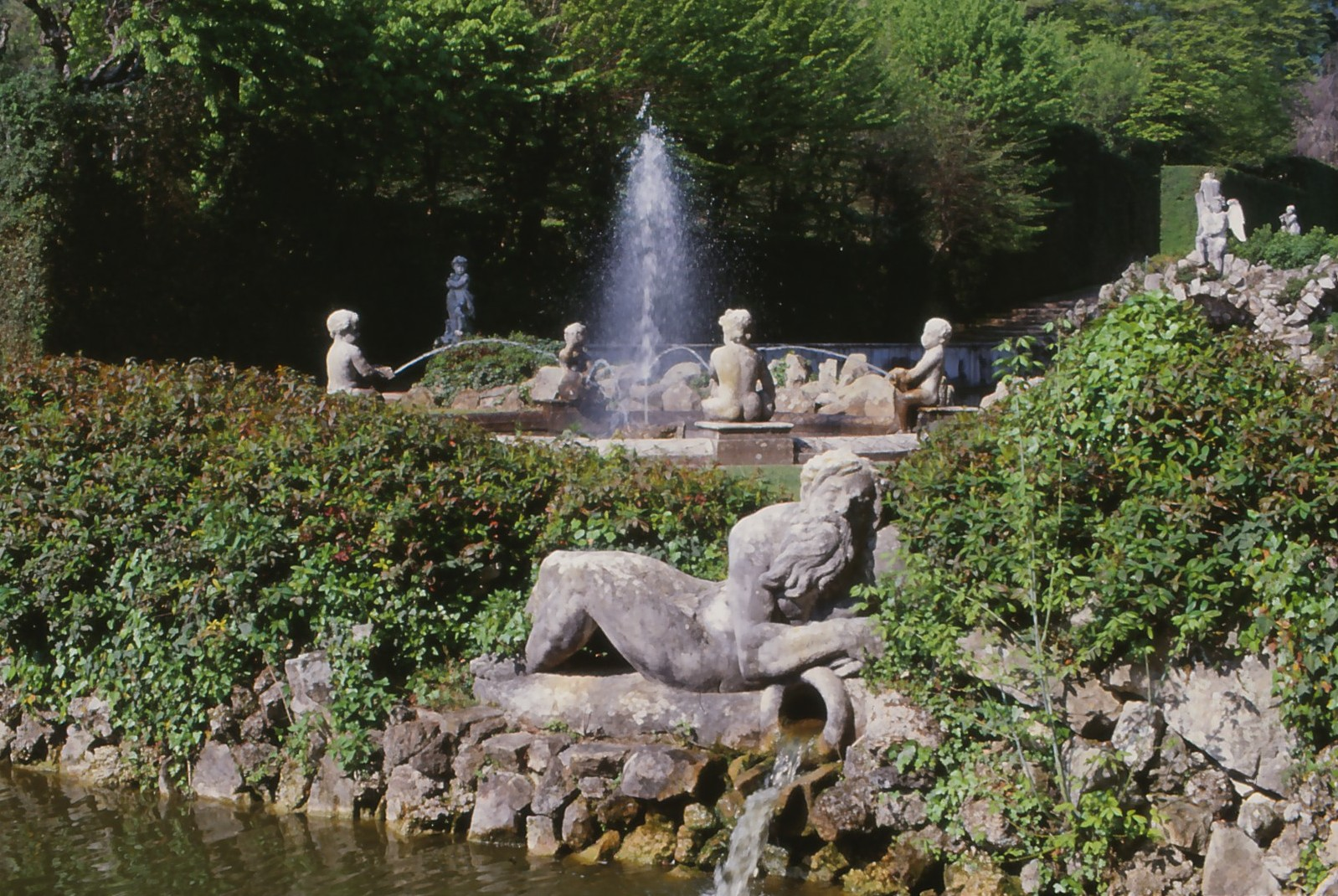
La fontana dell'iride
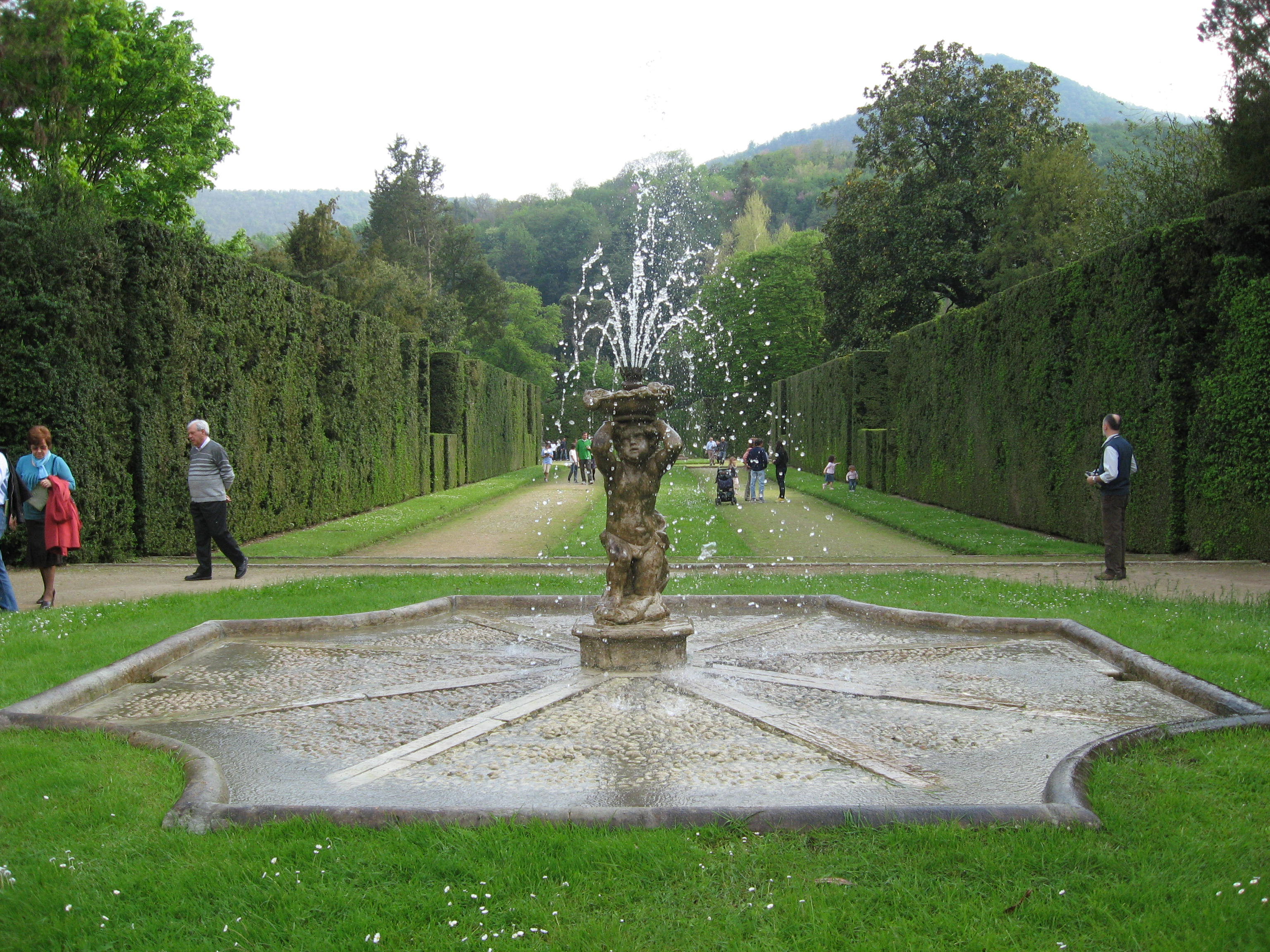
La fontana della Pila
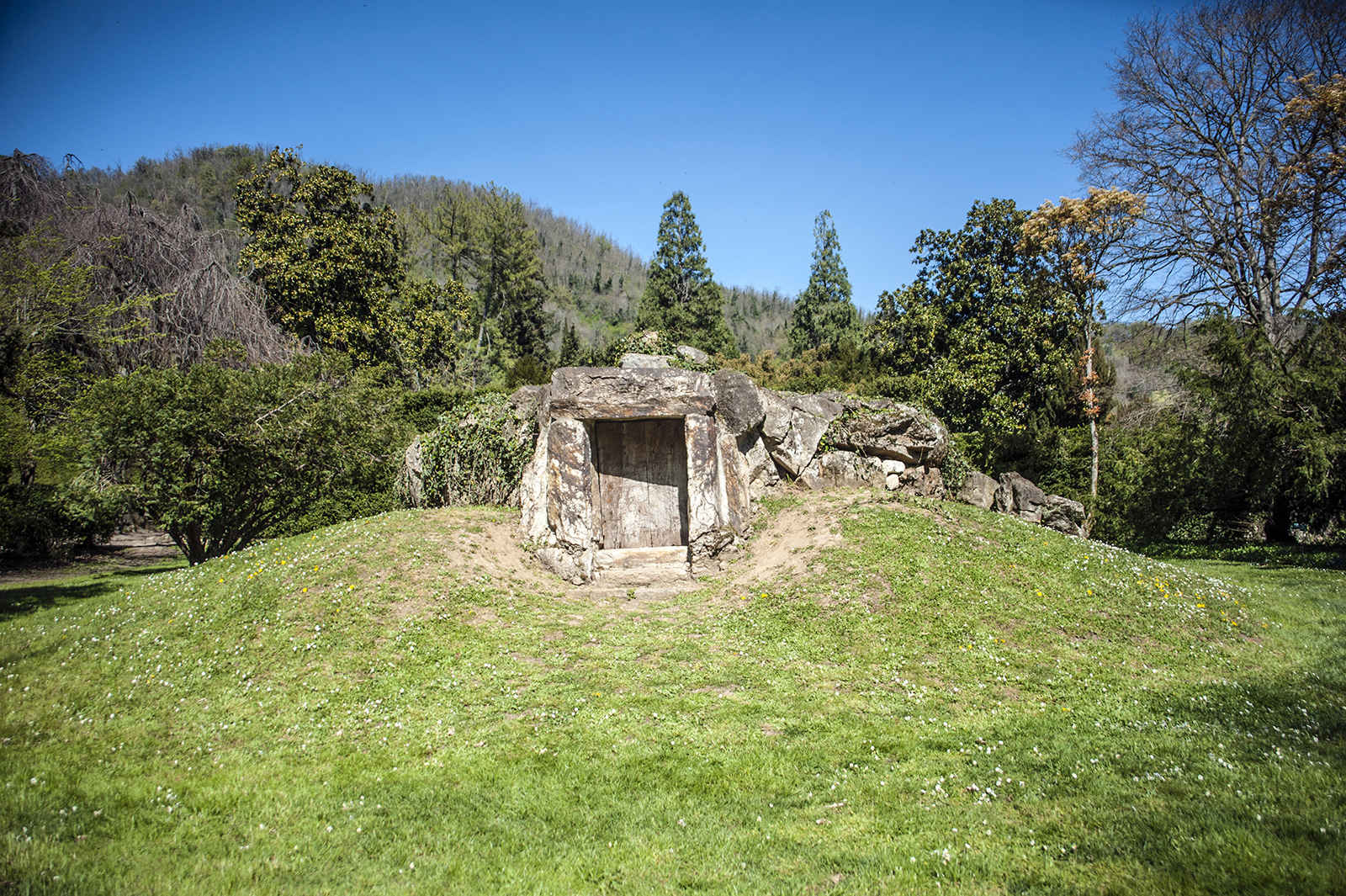
La grotta dell'eremita
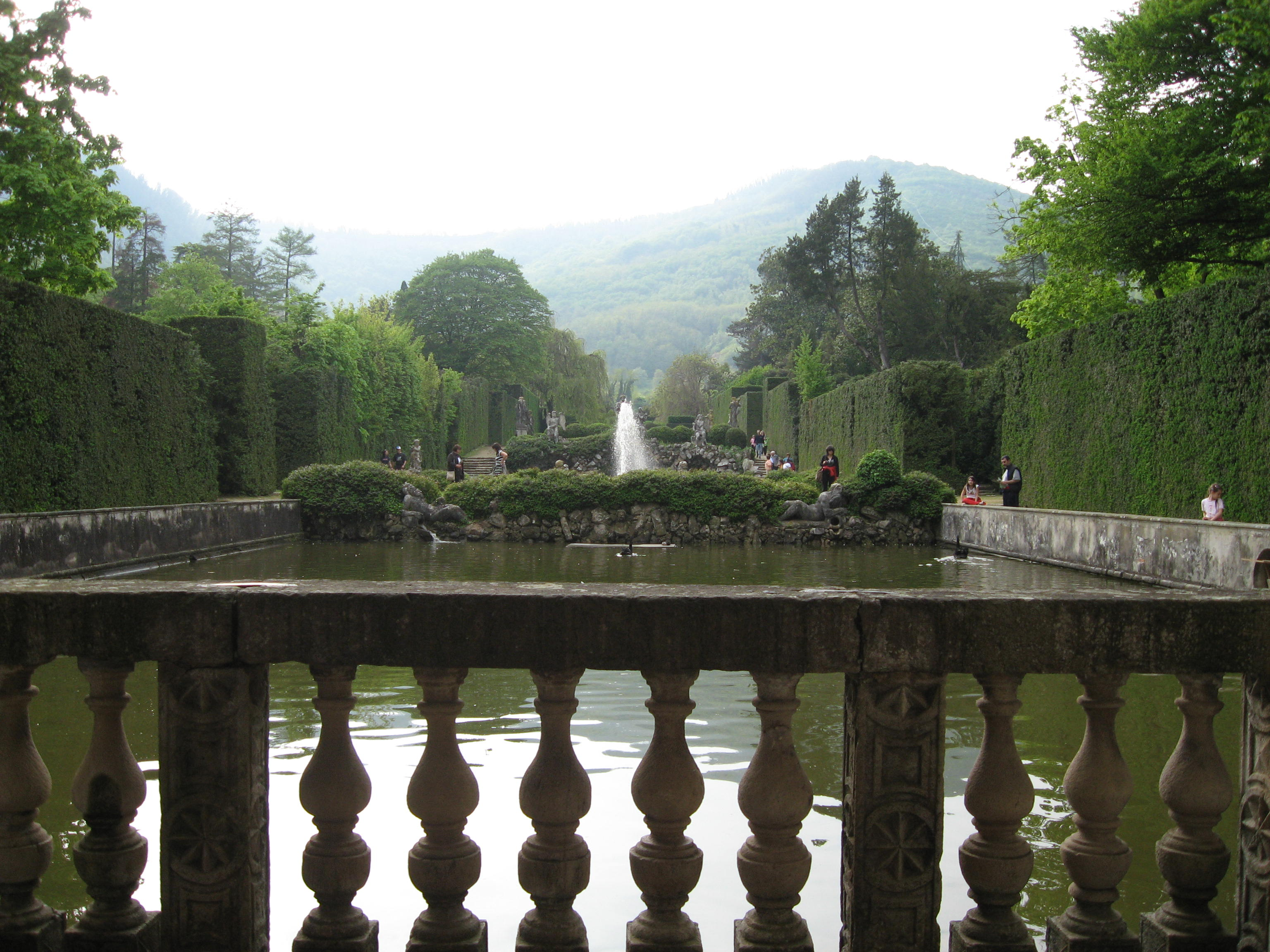
La Peschiera
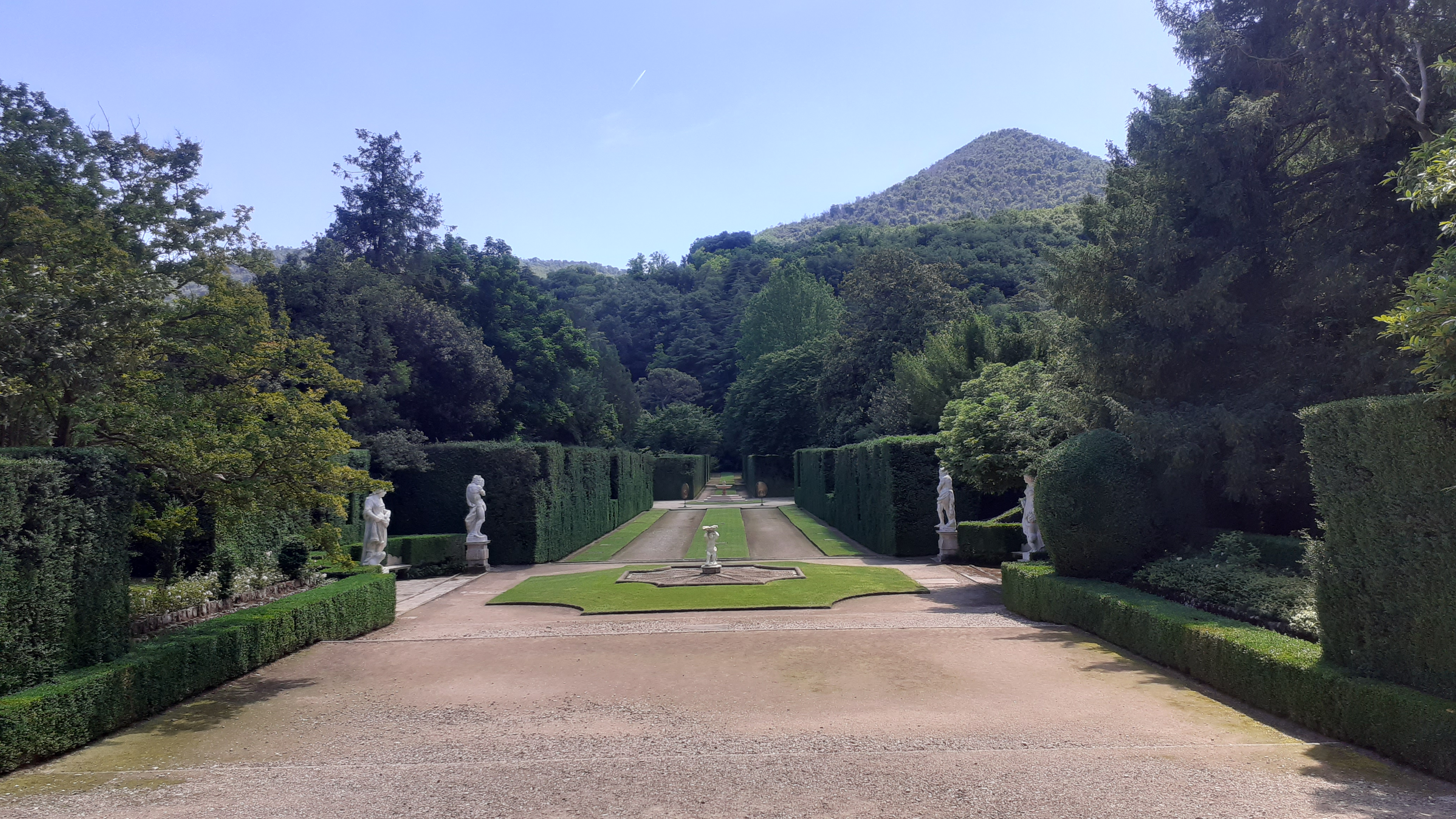
Il Gran viale
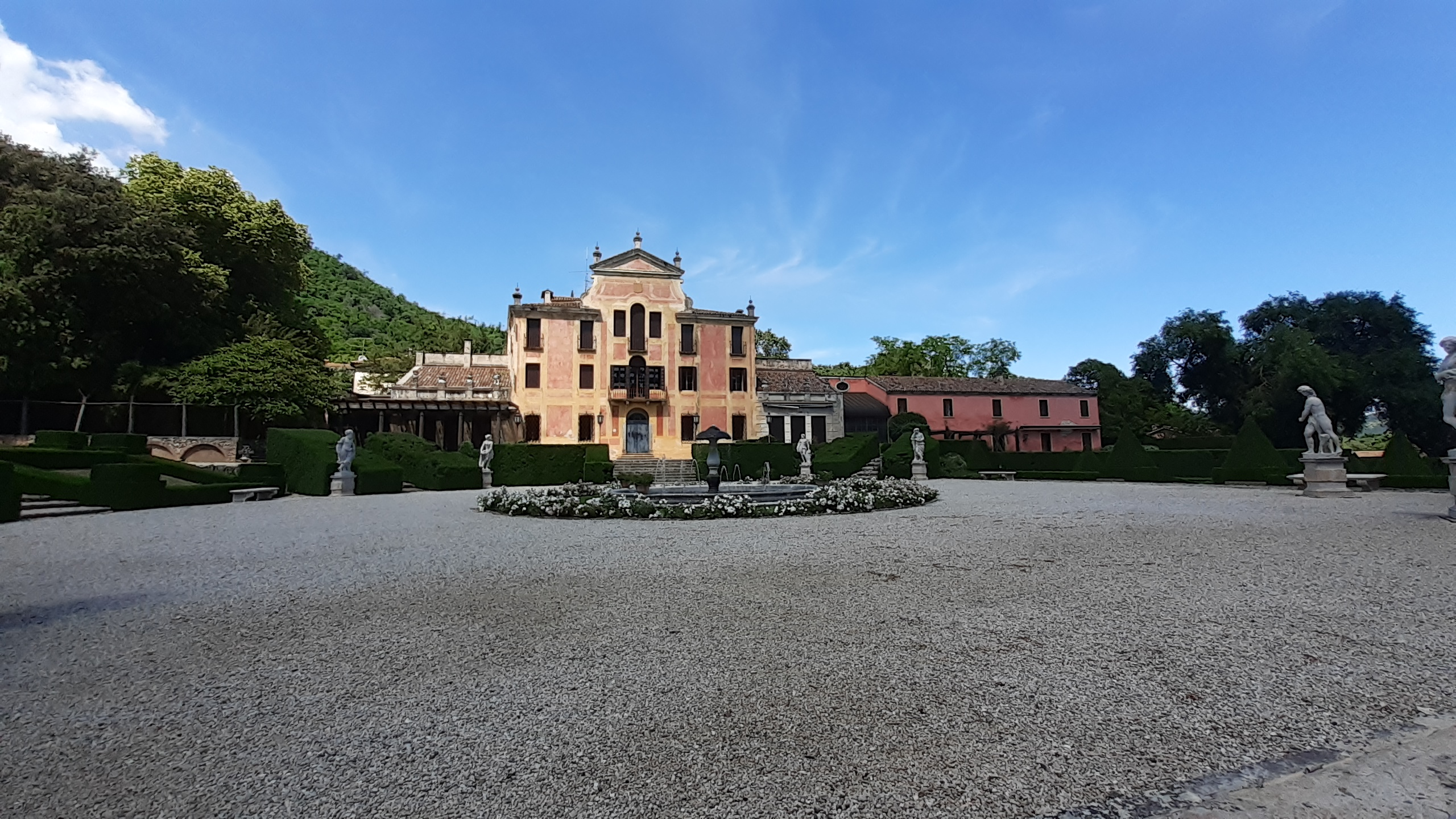
La casa padronale

### Premi e riconoscimenti
- Nel 2003 vince il premio Il parco più bello d'Italia.[7]
- Nel 2007 vince il terzo premio come Il più bel giardino d'Europa.[8]